# Halmstads saluhall
Halmstads saluhall var en saluhall på Väster i Halmstad. Den ritades av Uno Forthmeiier vid Karl XI:s väg och invigdes 1934. Saluhallen var i bruk som saluhall till 1979, då kommersen hade gått ned till följd bland annat av öppnandet av flera varuhus i centrala stan.

## Historik
Innan saluhallen byggdes, hade kött och andra livsmedel sålts på Stora Torg, Halmstad tillsammans med andra varor och också djur under dåliga hygieniska förhållanden.
För etablering och drift av saluhallen bildades Halmstads saluhallsförening 1930. Initiativtagarna säkrade den så kallade Ekbergska fastigheten vid Västerbro och tog fram ett förslag som man bedömde skulle kosta 600 000 kronor att bygga. Den 11 november 1932 röstade Halmstads drätselkammare för att låna ut 165 000 kronor till projektet.
Saluhallen invigdes den 12 oktober 1934.
En del av saluhallen gjordes efter några år om till biografen Saga som invigdes den 9 september 1938.
Mot slutet av 1970-talet hade saluhallen gått allt sämre och år 1979 fanns sexton affärer kvar. Den 11 juni 1979 beslutade saluhallsföreningen att lägga ut fastigheten till försäljning. Den 6 augusti 1979 bestämdes att fastigheten skulle säljas till Dagab. Sista försäljningsdag för saluhallen var den 21 december 1979.
Den 30 juni 1980 öppnade en Vivo-butik i saluhallen. Den drevs av samma Vivohandlare som även drev Stjärnköp vid Hemmansvägen. Man satsade på en hög servicegrad och flera som tidigare arbetat i saluhallen fick nya jobb i matbutiken.
Vivo lade ner den 1 oktober 1998 efter att hyran höjts kraftigt. Det fanns planer på att Konsum skulle etablera sig i lokalen, men det slutade med att Myrorna öppnade där under 1999.
I december 2006 öppnade även nattklubben Club Moon i byggnaden. Det var sedan fortsatt nattklubb i lokalen, även om den skulle genomgå flera namn- och ägarbyten. Club Moon hette senare Leons. I mars 2018 öppnade musikscenen Halmstad Live i lokalen. Halmstad Live lades ner 2022 och ersattes av klubben Atlantis i november 2022. Atlantis varade i mindre än ett år och ersattes i juni 2024 av The House.

## Bildgalleri

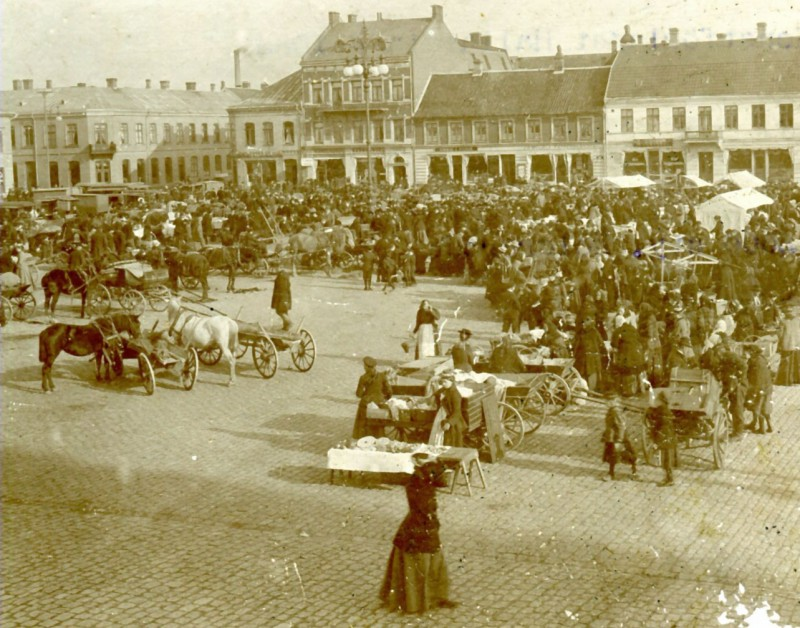
Torghandel på Stora Torg, 1800-tal
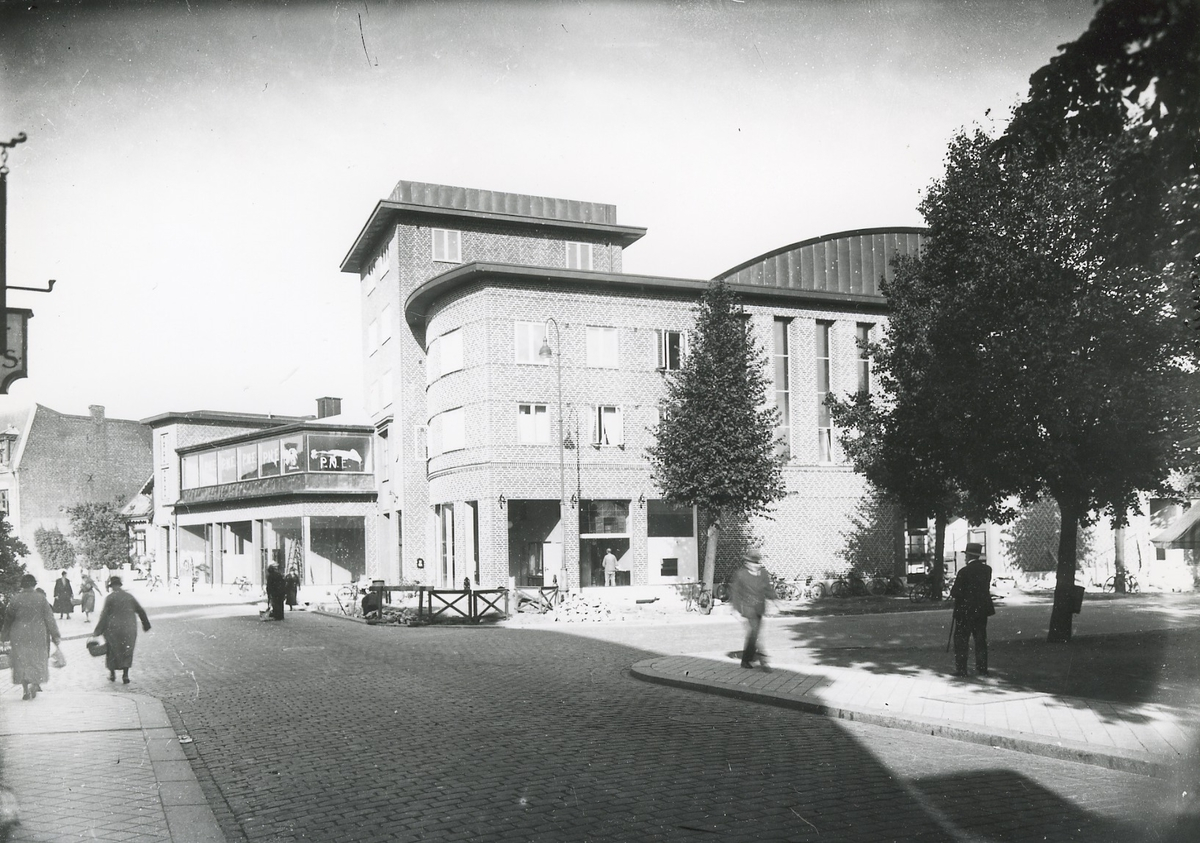
Halmstads saluhall, 1935